# Самый ценный игрок финала Кубка Европы ФИБА
Самый ценный игрок финала Кубка Европы ФИБА — ежегодная награда, которая вручается лучшему игроку финала Кубка Европы ФИБА. Награда вручалась в 2016 и 2021 годах, когда существовал формат «Финала четырёх». С 2022 года награда вручается лучшему игроку финальной серии.

## Список победителей
| Сезон     | Игрок             | Команда           | Ссылка |
| --------- | ----------------- | ----------------- | ------ |
| 2015/2016 | Куантез Робертсон | Скайлайнерс       |        |
| 2020/2021 | Уэйн Селден       | Ирони (Нес-Циона) | [ 1 ]  |
| 2021/2022 | Джамар Смит       | Бахчешехир Колежи | [ 2 ]  |
| 2022/2023 | Фил Грин          | Анвил             | [ 3 ]  |
| 2023/2024 | Каза Каджами-Кин  | Найнерс Хемниц    | [ 4 ]  |
| 2024/2025 | Мелвин Пантцар    | Бильбао           | [ 5 ]  |